# Ritmo y sustancia
Ritmo y sustancia es el álbum debut de la banda de cumbia villera Mala Fama, editado y lanzado en el año 2000. 

## Detalles del disco
Este disco, siendo el primero de Mala Fama, es lanzado en pleno inicio y apogeo de la cumbia villera, cuando bandas como Flor de Piedra, Damas Gratis y Yerba Brava eran los máximos exponentes del estilo.
Al poco tiempo de ser lanzado, la banda comienza a cobrar nombre dentro del ámbito de la cumbia, expandiéndose tanto en seguidores como en presentaciones.
El disco contiene 10 canciones, siendo el tema "Mi alegría" el único que no es una cumbia (sino un cuarteto cordobés) y "Sinfonía de cumbia" un instrumental.

## Integrantes
- Hernán Coronel - voz líder
- Cristian Galarza - teclados
- David Álvarez - teclados
- Sebastian Silva - piano
- Maximiliano - percusión (timbales)
- Marcos Pintos - percusión (güiro)
- Marcos Galvez - percusión (tumbadoras)
- Julio Aquilino - percusión (octapad)
- Lucas - bajo

## Canciones
1. «La marca de la gorra»
2. «Te volviste ...uto»
3. «Soy mala fama»
4. «Estoy de nuevo»
5. «El soguero»
6. «Mi alegría»
7. «Guampa chata»
8. «Pocos quedan»
9. «Made in Argentina»
10. «Sinfonía de cumbia»